# Referéndum de Taiwán de 2018
El referéndum de Taiwán de 2018 se llevó a cabo el 24 de noviembre de ese año, junto con las elecciones locales. El referéndum, que consistía de múltiples preguntas, fue el primero desde la reforma de diciembre de 2017 a la Ley de Referéndum, que redujo el umbral para someter preguntas a votación; bajo el nuevo sistema, se requería la firma del 1,5% del electorado (alrededor de 280.000 personas) para poder incluir una pregunta en la boleta electoral, una reducción del 5% en comparación con la ley anterior.

## Contexto
Un total de diez preguntas aparecieron en la boleta. Según la ley taiwanesa, para que una iniciativa sea presentada a los votantes, se requiere un total de 280.000 firmas (1,5% de los votantes elegibles) para que la Comisión Electoral Central (CEC) considerase una pregunta. Algunas de las preguntas revisadas y aprobadas por la CEC trataban sobre educación sexual LGBT y matrimonio entre personas del mismo sexo. Otras cuatro preguntas en la boleta se referían a la representación de los juegos internacionales, la energía nuclear, la energía del carbón y la prohibición de importar productos agrícolas y alimentos de las áreas afectadas por el desastre nuclear de Fukushima. La décima pregunta pedía a los votantes que rechazaran el artículo 95-1 de la Ley de Electricidad, que estipulaba que todas las instalaciones de generación de energía nuclear del país deberían ser desmanteladas para 2025. Esta pregunta había sido rechazada originalmente por la CEC, aunque la comisión revocó su decisión después de ser ordenado por el Tribunal Administrativo Superior de Taipéi a aceptar 24.000 firmas adicionales añadidas a la petición.
Para que se aprobara una propuesta, al menos el 25 por ciento de los votantes elegibles tenía que votar a favor de la pregunta.

### Propuestas de matrimonio entre personas del mismo sexo
En febrero de 2018, un grupo cristiano conservador taiwanés que se opone al matrimonio entre personas del mismo sexo propuso celebrar un referéndum sobre el tema, con el objetivo de revocar un fallo de mayo de 2017 del Tribunal Constitucional que ordenaba la legalización del matrimonio entre personas del mismo sexo en Taiwán en un plazo de dos años. La Comisión Electoral Central revisó y aceptó las propuestas del grupo en abril de 2018. Dos de las preguntas estaban relacionadas con el matrimonio entre personas del mismo sexo; uno sobre si el matrimonio debería limitarse a un vínculo entre un hombre y una mujer y otro sobre si debería haber una ley especial para proteger el derecho de las parejas del mismo sexo a una "unión permanente" (introduciendo efectivamente las uniones civiles). Una tercera pregunta interrogaba a los votantes si se debía evitar la implementación de leyes que exijan la inclusión de información sobre la homosexualidad en las clases de educación sexual en las escuelas.
En septiembre de 2018, un grupo a favor del matrimonio entre personas del mismo sexo anunció que había recogido suficientes firmas para someter sus propias preguntas a referéndum. Las preguntas del grupo requerirían que la legislatura enmiende el Código Civil para permitir expresamente el matrimonio de parejas del mismo sexo y también ordenar la inclusión de la diversidad de género en la educación sexual.

## Resultados
Las diez preguntas que aparecieron en la papeleta y los resultados finales fueron:
| Pregunta | Electores registrados | Participación | A favor   | A favor | En contra | En contra | Inválidos/En blanco | Total      | Resultado |
| Pregunta | Electores registrados | Participación | Votos     | %       | Votos     | %         | Inválidos/En blanco | Total      | Resultado |
| --- | --------------------- | ------------- | --------- | ------- | --------- | --------- | ------------------- | ---------- | --------- |
| Reducción de la producción eléctrica de las centrales térmicas                                                     | 19.757.067            | 54.56%        | 7.955.753 | 79.04   | 2.109.157 | 20.96     | 715.140             | 10.780.050 | Aprobado  |
| Cese de la expansión de las centrales eléctricas de carbón                                                         | 19.757.067            | 54.51%        | 7.599.267 | 76.41   | 2.346.316 | 23.59     | 823.945             | 10.769.528 | Aprobado  |
| Prohibición de importar alimentos de Fukushima                                                                     | 19.757.067            | 54.56%        | 7.791.856 | 77.74   | 2.231.425 | 22.26     | 756.041             | 10.779.322 | Aprobado  |
| Restringir el matrimonio bajo el Código Civil únicamente a la unión entre un hombre y una mujer                    | 19.757.067            | 55.80%        | 7.658.008 | 72.48   | 2.907.429 | 27.52     | 459.508             | 11.024.945 | Aprobado  |
| No implementar el aspecto homosexual de la Ley de Educación para la Igualdad de Género                             | 19.757.067            | 55.73%        | 7.083.379 | 67.44   | 3.419.624 | 32.56     | 507.101             | 11.010.104 | Aprobado  |
| Protección de los derechos de las parejas del mismo sexo fuera del Código Civil                                    | 19.757.067            | 55.75%        | 6.401.748 | 61.12   | 4.072.471 | 38.88     | 540.757             | 11.014.976 | Aprobado  |
| Aplicar para competir en deportes internacionales como "Taiwán" en los Juegos Olímpicos y otros eventos deportivos | 19.757.067            | 55.89%        | 4.763.086 | 45.20   | 5.774.556 | 54.80     | 505.153             | 11.042.795 | Rechazado |
| Protección de los derechos matrimoniales entre personas del mismo sexo                                             | 19.757.067            | 55.37%        | 3.382.286 | 32.74   | 6.949.697 | 67.26     | 608.484             | 10.940.467 | Rechazado |
| Implementación de la Ley de Educación para la Igualdad de Género                                                   | 19.757.067            | 55.33%        | 3.507.665 | 34.01   | 6.805.171 | 65.99     | 619.001             | 10.931.837 | Rechazado |
| Derogación del fin previsto de las centrales nucleares                                                             | 19.757.067            | 54.83%        | 5.895.560 | 59.49   | 4.014.215 | 40.51     | 922.960             | 10.832.735 | Aprobado  |
| Fuente: Comisión Electoral Central                                                                                 |                       |               |           |         |           |           |                     |            |           |